# Viștea
Vistea là một xã thuộc hạt Brașov, România. Dân số thời điểm năm 2002 là 3325 người.